# Vlag van de Republiek Piratini

Vlag van de Republiek Piratini

De vlag van de Republiek Piratini bestond uit twee driehoeken in de kleuren groen (linksboven) en geel (linksonder), die van elkaar gescheiden worden door een brede rode diagonale band. De vlag was net zo lang in gebruik als de Republiek Piratini bestond: van 1836 tot 1845.
De kleuren hebben elk een symbolische betekenis: groen staat voor de bossen, geel voor rechtvaardigheid en rood voor het bloed dat tijdens de Lompenoorlog is vergoten. Deze oorlog was een burgeroorlog, die duurde van 1835 tot 1845, en was er de oorzaak van dat de Republiek Piratini zich van Brazilië afscheidde. In de oorlog vochten anti-monarchistische troepen tegen het keizerlijke leger van Peter II; de Republikeinen riepen in 1836 de Republiek Piratini uit, waarvan het grondgebied in de huidige deelstaat Rio Grande do Sul was gelegen. In 1845 werden zij verslagen.
De vlag is sinds 1966 met een ietwat andere hoogte-breedteverhouding, de vlag van Rio Grande do Sul.
Republiek Juliana · Nederlands-Brazilië · Republiek Piratini